# ألد دي نيغريس
خيسوس ألدو دي نيغريس غواخاردو (مواليد 22 يوليو 1983) هو لاعب كرة قدم مكسيكي محترف سابق لعب كـمهاجم.

## مسيرته الكروية
بدأ دي نيغريس مسيرته في أقسام الشباب في تيغريس أونال، أكبر منافس لـمونتيري. أشركه تيغريس لأول مرة في الدوري المكسيكي الممتاز. لعب عدة مواسم غير منتظمة مع تيغريس، تيبورونيس روخوس فيراكروز ونيكاكسا حتى وصل إلى مونتيري. في أول مباراة بعد وفاة شقيقه، أهدى هدفه الوحيد له في مباراة تصفيات أبيرتورا 2009 ضد نادي أمريكا في 21 نوفمبر 2009 في الدقيقة الثانية من الشوط الثاني. ثم سجل هدفين ضد تولوكا في نصف النهائي. كما سجل في النهائي ضد كروز آزول، مما منح مونتيري التقدم، وأهدى في النهاية لقب البطولة الفائز لأخيه الراحل.
بعد عام، فاز دي نيغريس بلقب الدوري الثاني له مع مونتيري، هذه المرة ضد سانتوس لاغونا. في 27 أبريل 2011، فاز مونتيري بـدوري أبطال الكونكاكاف 2010–11، حيث هزموا نادي الدوري الأمريكي لكرة القدم ريال سالت ليك في النهائي. كان دي نيغريس هدافهم الأول، برصيد أربعة أهداف، متعادلاً مع زميله في الفريق هومبيرتو سوازو.

### نادي غوادالاخارا
في 1 يوليو 2013، وقع دي نيغريس مع غوادالاخارا مقابل 5 ملايين دولار حتى 30 يونيو 2016. خاض أول مباراة له مع النادي في 18 أغسطس 2013 في مباراة على أرضه ضد نادي بويبلا.

### العودة إلى نادي مونتيري 2015
في 10 يونيو 2015، عاد دي نيغريس إلى رايادوس. ومع ذلك، فإن المبلغ المحدد للصفقة غير معروف. اعتزل في عام 2017.

## مسيرته الدولية
استدعي دي نيغريس إلى منتخب المكسيك لكرة القدم للمباريات الودية ضد بوليفيا في 24 فبراير 2010 ونيوزيلندا في 3 مارس 2010. هزمت المكسيك بوليفيا 5–0، حيث دخل دي نيغريس المباراة كبديل. بدأ أول مباراة له مع المكسيك ضد نيوزيلندا، حيث لعب أول خمسة وأربعين دقيقة، حتى تم استبداله في الشوط الأول. فازت المكسيك بنتيجة 2–0. استبعد من تشكيلة خافيير أغيري المكونة من 23 لاعبًا لـكأس العالم 2010 بسبب إصابة في الكاحل، استغرقت 12 أسبوعًا للتعافي.
في 29 مارس 2011، سجل أول هدف دولي له في مباراة ودية ضد فنزويلا.

### كأس الكونكاكاف الذهبية 2011
تم ضم دي نيغريس إلى تشكيلة الـ 23 لاعبًا للمشاركة في كأس الكونكاكاف الذهبية 2011. في 5 يونيو، سجل الهدف الثاني في الفوز 5–0 على السلفادور بعد دخوله كبديل في الشوط الثاني. في 9 يونيو، سجل دي نيغريس مرة أخرى بعد دخوله من مقاعد البدلاء في فوز 5–0 على كوبا. بعد ثلاثة أيام، سجل مرة أخرى دخوله في الشوط الثاني في مباراة ربع النهائي ضد غواتيمالا. بعد أن تعادل المكسيك وهندوراس 0–0 في مباراة نصف النهائي، افتتح دي نيغريس التسجيل في الشوط الأول من الوقت الإضافي، مسجلًا هدفًا برأسية من ركلة ركنية. فازت المكسيك بالمباراة بنتيجة 2–0، وبالتالي تأهلت إلى كأس الكونكاكاف الذهبية 2011.

## حياته الشخصية
ألدو هو الأصغر بين ثلاثة أشقاء. نشأوا في الجانب الجنوبي من مونتيري. شقيقه الأكبر، "بونتشو" دي نيغريس، هو مضيف تلفزيوني وشخصية مؤثرة. شقيقه الآخر، الراحل أنطونيو "تانو" دي نيغريس، كان أيضًا لاعب كرة قدم لعب لـمونتيري والمنتخب المكسيكي أيضًا. في 15 نوفمبر 2009، توفي أنطونيو بنوبة قلبية عن عمر يناهز 31 عامًا في اليونان بينما كان يلعب لـنادي لاريسا. عائلته إيطالية من جانب والده.

## إحصائيات مسيرته
النتائج والأهداف تسرد أهداف المكسيك أولاً.
| الهدف | التاريخ       | الملعب                                                         | الخصم     | النتيجة | البطولة |                             |
| ----- | ------------- | -------------------------------------------------------------- | --------- | ------- | ------- | --------------------------- |
| 1.    | 29 مارس 2011  | سان دييغو، سان دييغو، الولايات المتحدة                         | فنزويلا   | 1–0     | 1–1     | مباراة ودية                 |
| 2.    | 1 يونيو 2011  | إمباور فيلد في مايل هاي، دنفر، الولايات المتحدة                | نيوزيلندا | 3–0     | 3–0     | ودية                        |
| 3.    | 5 يونيو 2011  | ملعب دالاس كاوبويز، أرلينغتون (تكساس)، الولايات المتحدة        | السلفادور | 2–0     | 5–0     | كأس الكونكاكاف الذهبية 2011 |
| 4.    | 9 يونيو 2011  | ملعب بنك أمريكا، شارلوت (كارولاينا الشمالية)، الولايات المتحدة | كوبا      | 3–0     | 5–0     | كأس الكونكاكاف الذهبية 2011 |
| 5.    | 18 يونيو 2011 | ملعب ميتلايف، إيست روثرفورد، الولايات المتحدة                  | غواتيمالا | 1–1     | 2–1     | كأس الكونكاكاف الذهبية 2011 |
| 6.    | 22 يونيو 2011 | ملعب إن آر جي، هيوستن، الولايات المتحدة                        | هندوراس   | 1–0     | 2–0     | كأس الكونكاكاف الذهبية 2011 |
| 7.    | 27 مايو 2012  | ملعب ميتلايف، إيست روثرفورد، الولايات المتحدة                  | ويلز      | 1–0     | 2–0     | ودية                        |
| 8.    | 27 مايو 2012  | ملعب ميتلايف، إيست روثرفورد، الولايات المتحدة                  | ويلز      | 2–0     | 2–0     | ودية                        |
| 9.    | 4 يونيو 2013  | ملعب حديقة الاستقلال، كينغستون، جامايكا                        | جامايكا   | 1–0     | 1–0     | تصفيات كأس العالم 2014      |

## الألقاب
تيغريس أونال
- إنترليغا: 2005، 2006

مونتيري
- الدوري المكسيكي الممتاز: الدوري المكسيكي الممتاز، أبيرتورا 2010
- إنترليغا: 2010
- دوري أبطال الكونكاكاف: 2010–11، 2011–12، 2012–13

المكسيك
- كأس الكونكاكاف الذهبية: 2011

فردية
- دوري أبطال الكونكاكاف الكرة الذهبية: 2012–13
- كأس المكسيك الحذاء الذهبي: كلاوسورا 2015

## روابط خارجية
- ألد دي نيغريس على فرق كرة القدم الوطنية.كوم